# Solenopsis metatarsalis
Solenopsis metatarsalis är en myrart som först beskrevs av Kusnezov 1957.  Solenopsis metatarsalis ingår i släktet eldmyror, och familjen myror. Inga underarter finns listade i Catalogue of Life.